# Nagia robinsoni
Nagia robinsoni är en fjärilsart som beskrevs av Holloway 1982. Nagia robinsoni ingår i släktet Nagia och familjen nattflyn. Inga underarter finns listade i Catalogue of Life.